# Феофилактов, Николай Петрович
Николай Петрович Феофилактов (13 апреля 1876, Москва, Российская империя — 9 февраля 1941, Москва, СССР ) — российский художник-график модерна, живописец, иллюстратор.

## Биография

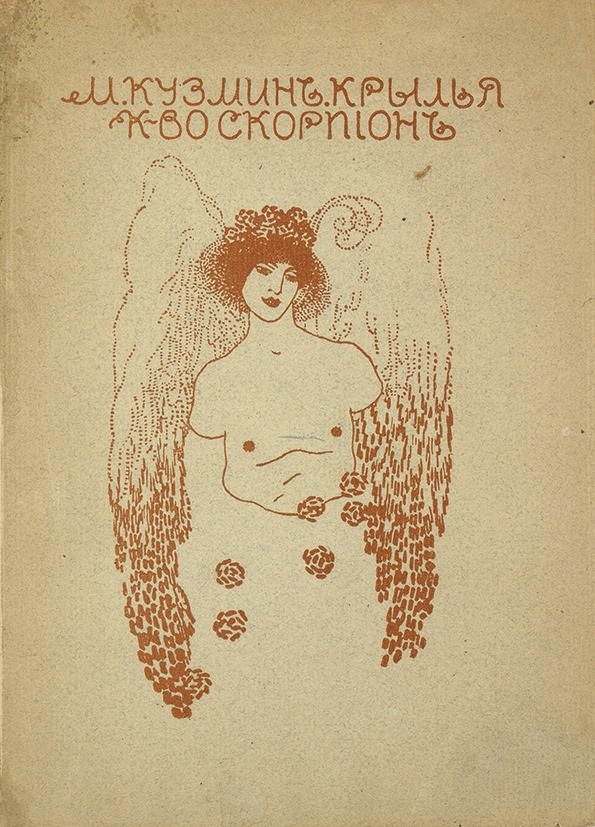
Иллюстрация книги «Крылья», 1908 год

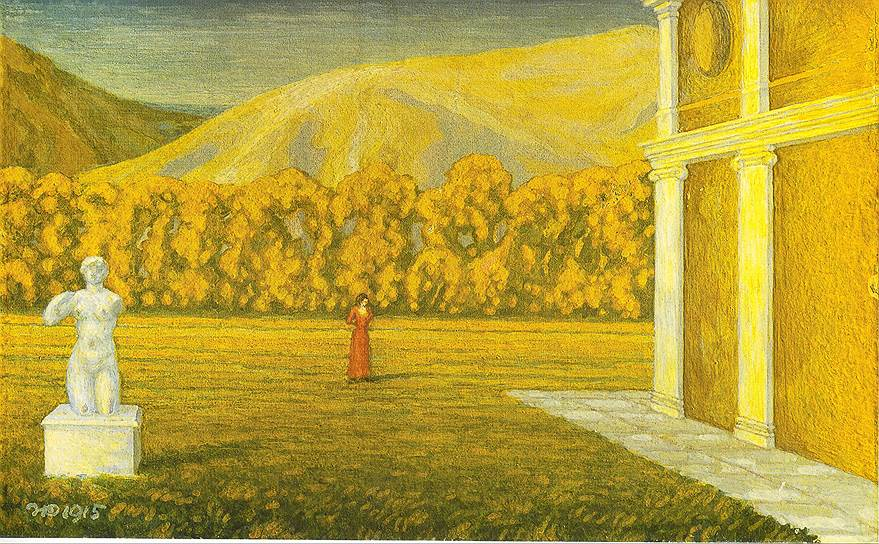
«Пейзаж со скульптурой», 1915 год

Родился 13 апреля 1876 в Москве в семье мелкого чиновника. С 1892 года учился в Московском межевом институт. В это время он увлёкся рисованием и живописью, участвовал в ученических выставках, оформлял спектакли. Профессионального художественного образования не получил. Самостоятельно занимался живописью и музыкой. Увлекался искусством М. А. Врубеля и графикой югендштиля. В это время через своего однокурсника Н. Н. Сапунова познакомился с С. Ю. Судейкиным, П. В. Кузнецовым и другими. Хотел поступать как и Сапунов в Московское училище живописи, однако его не удовлетворяли методы обучения, в связи с чем в 1900—1903 годах он посещал студию К. Ф. Юона. В 1900—1901 годах оформлял журнал «Муравей».
В 1903 году во время поездки в Санкт-Петербург Феофилактов познакомился с С. П. Дягилевым, который привлекает его к работе в «Мир искусства». Там он знакомится с В. Я. Брюсовым. Он приглашает его к сотрудничеству в «Весы», в котором вскоре Феофилактов становится ведущим художником. В это время он увлёкся творчеством английского графика О. Бёрдслея, за что получил прозвище «московского Бердслея». Феофилактов также в 1904—1909 годах сотрудничал с издательством «Скорпион», чей логотип считается одной из первых удач графика.
В 1904—1905 годах Феофилактов совместно с Н. Н. Сапуновым исполнил декорации к постановке поэтической драмы «Три расцвета» К. Д. Бальмонта в Литературно-художественном кружке. Сотрудничал с журналом «Золотое Руно». В 1904 году Феофилактов вместе с друзьями принял участие в выставке «Алая Роза». В 1906 году Феофилактов совершил первую поездку в Венецию, оказавшую большое влияние на его творчество. В 1907 году Феофилактов сблизился с художниками «Голубой Розы», участвовал в их выставках. С 1906 по 1913 гг. почти ежегодно он бывает в Италии, кроме того он побывал в Париже и в Вене. В 1908 году жил в Париже, где некоторое время совершенствовал свое мастерство в Академии Коларосси.
В 1906 году Феофилактов вместе с творческой группой В. Э. Мейерхольда приехал в Петербург. Там он познакомился М. А. Кузминым, у которого завязался краткий роман с также приехавшим С. Ю. Судейкиным. Феофилактов стал страстным поклонником поэта (а может и любовником) и оформил ряд его книг. В 1910 году работал вместе с С. Ю. Судейкиным и Н. Н. Сапуновым в Доме интермедий в Санкт-Петербурге. В 1910 году издательство «Скорпион» издало альбом его рисунков, в который вошло 66 его работ.
В 1911—1932 годах Феофилактов стал активно заниматься живописью. На выставке «Мир искусства» в 1913 году экспонировались его работы «Дама», «Цыгане», в 1915 — «В окрестностях Рима. Италия», «Абруцци», «Венеция». С 1918 по 1928 годах он создает серию итальянских пейзажей. В 1918 году Третьяковская галерея приобрела ряд рисунков Н. П. Феофилактова и акварель «Цыгане».
В 1920—1923 годах Феофилактов служил в отделе музеев Наркомпроса старшим хранителем музея Новой западной живописи. В 1923 году работал над декоративным панно для Сельскохозяйственной выставки в Москве. В 1924 году работал в Малом театре, выполнил юбилейную марку к столетию театра и ряд портретов артистов (Южина, Давыдова). В это же время он работал в издательстве «Молодая гвардия». В 1925—1927 годах Феофилактов исполнил ряд графических работ для Всероссийского союза поэтов. С 1925 по 1937 годах он иллюстрировал и оформлял книги в московских издательствах: Гос. издательство Истории Гражданской войны и Истории заводов, «Московское товарищество писателей» и другие. В 1933—1937 годах Феофилактов активно сотрудничал с издательством «Academia», где оформил книги В. Брюсова, Гофмана, Шекспира, Л. Стерна и других.
В 1926 году Феофилактов участвовал в выставке «4-х искусств» в Историческом музее, в 1927 — в выставке «Графика СССР за 10 лет» в ГТГ. В 1930 году работал в институте Маркса и Энгельса. В этот период им выполнен ряд рисунков, приобретенных А. В. Луначарским и А. С. Яковлевым. В 1933 году Феофилактов принял участие в выставке «Художники РСФСР за 15 лет» в музее Изобразительных искусств, а в 1936 — в выставке «15 лет советской графики». С 1938 году Феофилактов оставил работу в издательствах, желая целиком посвятить себя живописи.
Феофилактов умер 9 февраля 1941 года от туберкулёза, которым заболел двумя годами ранее. Похоронен на Новодевичьем кладбище.